# Castell de Marçà
El Castell de Marçà és un antic castell en ruïna del municipi de Marçà (Priorat) declarat bé cultural d'interès nacional.

## Descripció
Del conjunt de l'antic castell de Marçà no en resta actualment més que alguns assolaments i un tros de mur, bastit de maçoneria. S'han identificat algunes restes al cim del turó de la Miloquera. Un seguit d'estructures arquitectòniques fan pensar en dues construccions principals: un edifici allargat situat al costat nord i un altre recinte més ampli que s'estén al voltant del primer pel costat sud, el menys protegit per l'orografia. En un dels angles del recinte, el mur presenta una alçada de fins a cinc metres i està format per pedres no gaire treballades d'entre 15 i 20 cm de llarg, lligades amb morter de calç. De l'edifici central en queden poques restes.
Sembla que hauria mesurat 12 m de llarg i 4 m d'ample, però només es conserven les façanes est i oest, amb dues fileres de carreus irregulars també lligats amb calç. A uns 7 m de distància d'aquests dos edificis s'hi pot observar dos murs que formen angle, i alguns forats circulars fets a la roca (forats de pal). S'hi han localitzat diversos fragments de ceràmica, a torn i sense decoració i que ell atribuïa a període romà i fins i tot algun fragment a època ibèrica, fins i tot s'hi localitza tègula. Les estructures, doncs, podrien datar-se d'època romana. Al costat d'un mur s'hi pot observar una cala irregular d'un per un metres per un metre de fondària. En alguns dels casos es conserva fins a 1,5 i 2 m d'alçada de murs i en altres tan sols una filada.

## Història
Documentat el 1153. Malgrat que mancats de dades, hom sap que el castell fou bastit en temps dels àrabs i fou citat per Ramon Berenguer IV el 1153. Alfons el Cast el cedí a Guillem de Castellvell el 1174. Per successives transmissions passà a la baronia d'Entença i al comtat de Prades. Actualment pertany al propietari del turó.